# 파시아

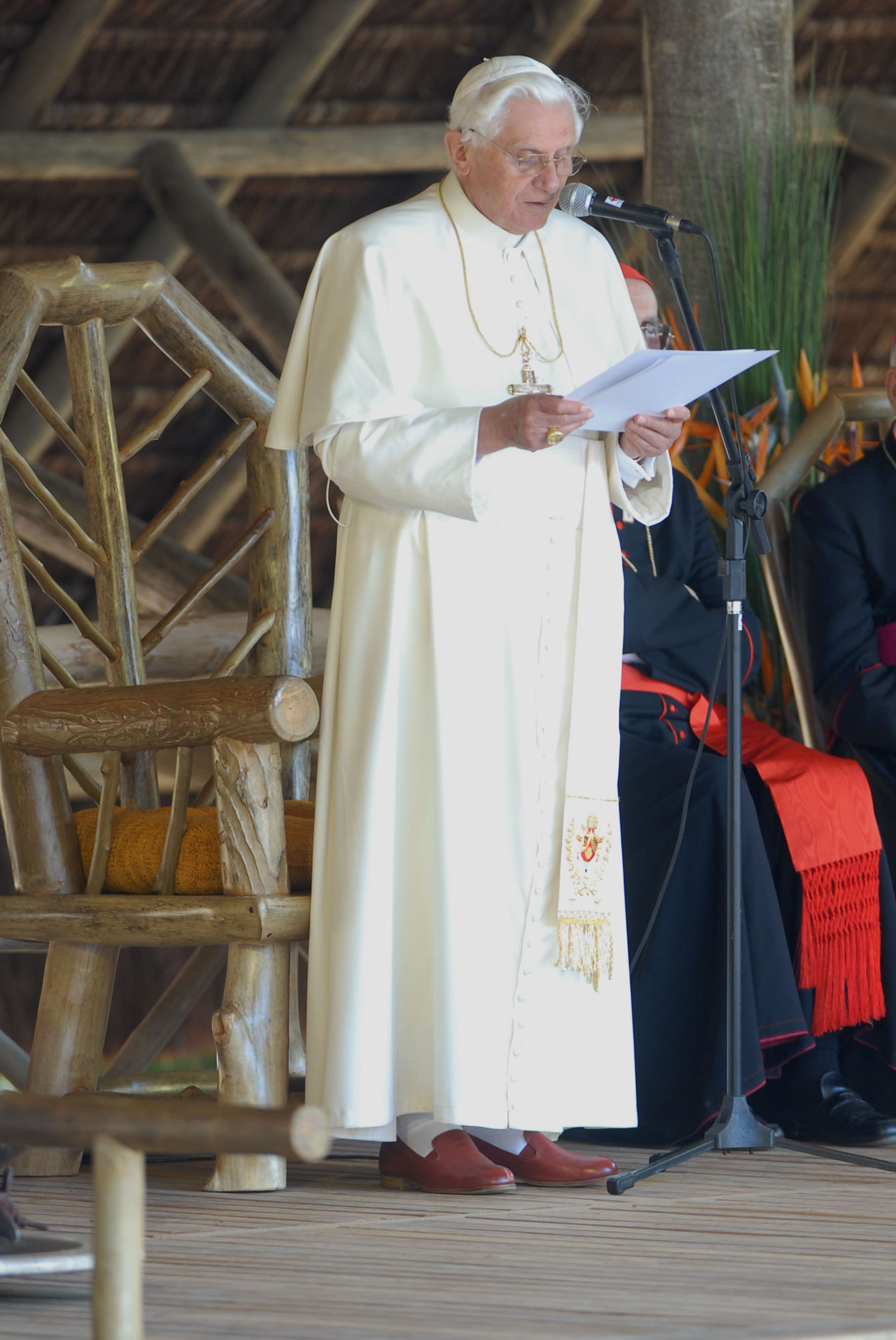
교황 베네딕토 16세가 착용한 흰색 수단과 가두리 장식이 달린 파시아. 파시아의 끝 부분과 가까운 쪽에는 교황의 문장이 수놓아져 있다. 교황의 뒤편에 앉은 추기경은 진홍색 파시아를 착용하였다.

파시아(Fascia)는 로마 가톨릭교회에서 성직자와 신학생이 입는 수단에 착용하는 장식띠를 말한다. 파시아는 허리띠로서 착용하는 것이 아니며 배꼽과 앞가슴뼈 사이의 허리 윗부분에 있어야 한다. 늘어뜨린 끝 부분은 몸의 왼쪽에 착용해야 하며 약간 앞쪽으로 놓여야 하지만, 왼쪽 엉덩이를 완전히 벗어나서는 안 된다. 엄밀히 말해서, 파시아는 전례복도 아니고 가대복의 요소도 아니다. 기독교에서 파시아를 착용하는 전통은 ‘독신의 정결’을 의미한다.

## 색상
교황의 파시아는 하얀색이다. 유일하게 교황만이 무릎 근처 또는 무릎을 지나쳐 늘어뜨린 파시아 끝에 자신의 문장을 수놓는다. 추기경이 착용하는 파시아는 진홍색의 물결무늬 명주로 만들어졌다. 교황 대사로 근무하는 대주교들이 착용하는 파시아는 보라색 물결무늬 명주로 만들어졌다. 총대주교, 대주교, 주교, 명예 고위 성직자, 교황의 전속 사제 등이 착용하는 파시아는 보라색이다. 사제, 부제, 신학생이 착용하는 파시아는 검은색이지만, 교황청에서 봉사하는 사제들은 검은색 물결무늬 명주로 만든 파시아를 착용한다.

## 형태
제2차 바티칸 공의회 이후 변동이 있기 전까지 파시아는 두 가지 형태로 존재하였다. ‘술을 단’ 파시아의 양쪽 끝은 하나의 커다란 술로 처리되어 있으며, ‘가두리 장식이 달린’ 파시아의 끝은 곧고 술로 장식되어 있다. 현재는 오직 가두리 장식이 달린 파시아만 착용한다.

## 같이 보기
- 고대 그리스의 의상
- 페플로스